# 底格里斯河

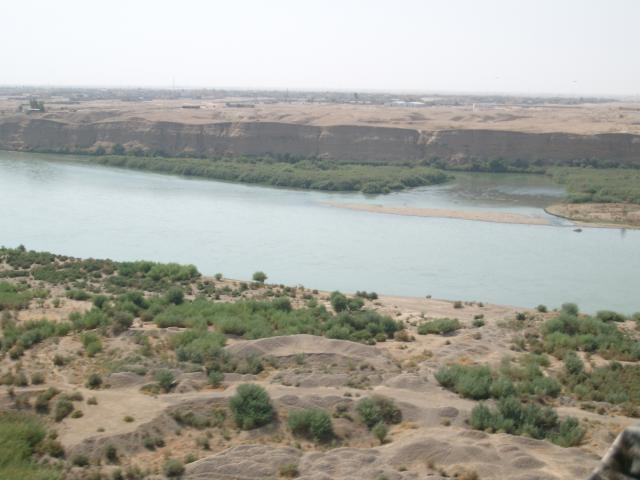
流經伊拉克摩蘇爾的底格里斯河

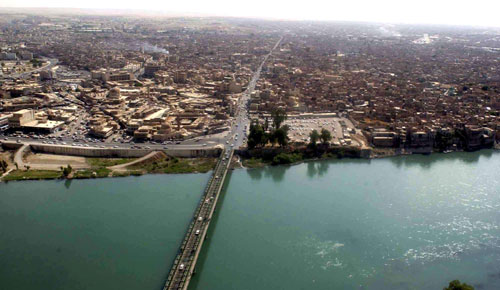
流經伊拉克摩蘇爾

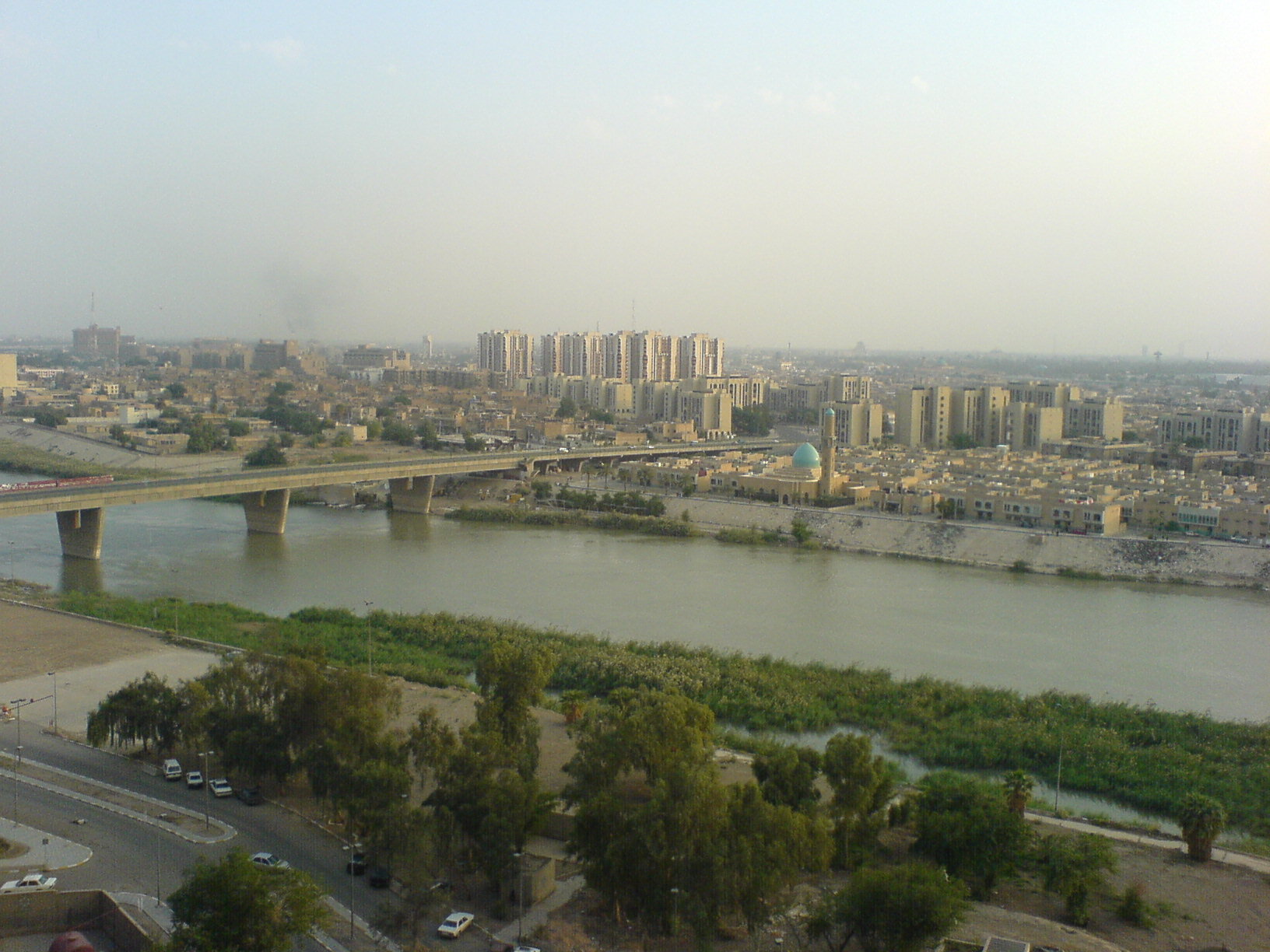
流经巴格达，2007年11月

底格里斯河（阿拉伯语：‎，羅馬化：Dijlah）是中东名河，与位于其西面的幼发拉底河共同界定美索不达米亚，源自土耳其安纳托利亚的山区，流经伊拉克，最后与幼发拉底河合流成为阿拉伯河注入波斯湾。
底格里斯河流域面积37.5万平方公里，年均流量42亿立方米，为西南亚水量最大的河流，底格里斯河的中下游都位於伊拉克境內，令原本位處乾旱氣候地區的伊拉克擁有水源豐富的河流，主要城市都在該河流的流域範圍，是伊拉克人口的主要集中地。
伊拉克首都巴格达正位于底格里斯河西岸。

## 語源學
| 語言       | 名字                                             |
| ---------- | ------------------------------------------------ |
| 阿卡德語   | ,                                                |
| 阿拉伯语   | ‎, ; ‎, Ḥudaqil                                    |
| 亞拉姆語   | ‎,                                                |
| 亚美尼亚语 | ,                                                |
| 古希臘語   | , ; ,                                            |
| 希伯来语   | חידקל ‬, biblical Hiddekel                        |
| 胡里安语   | [ 2 ]                                            |
| 庫爾德語   | ‎ دیجلە                                           |
| Persian    | 古波斯語: Tigrā; 中古波斯语: Tigr; 波斯语:‎ Dejle |
| 苏美尔语   | 𒁇𒄘𒃼                                              |
| 敘利亞語   |                                                  |
| 土耳其语   |                                                  |

## 宗教中的底格里斯河
《圣经》是最早提到底格里斯河的文獻。在创世記第二章提到此河是流經伊甸園的四條河之一，在《圣经》中底格里斯河依其希伯來名稱譯为希底结河，其餘三條分別是比逊河、基训河及「伯拉大河」，也就是幼发拉底河。

## 歷史的底格里斯河
底格里斯河在5000年前與幼發拉底河是兩條分開的河。直到約三、四千年前，由於從兩河流域帶來的泥沙不斷在河口的波斯灣沉積，填出土地來，最後使兩河下游在伊拉克南部匯合在一起。